# Turnverein Bühl Volleyball
Il Turnverein Bühl Volleyball è una società pallavolistica maschile tedesca con sede a Bühl e appartenente alla polisportiva del Turnverein Bühl 1847: milita nel campionato di 1. Bundesliga.

## Storia
Il Turnverein Bühl Volleyball partecipa, a seguito della promozione, al campionato di 2. Bundesliga nella stagione 2006-07: al termine dell'annata 2008-09 ottiene la promozione in 1. Bundesliga.
Nella stagione 2009-10 esordisce quindi nella massima divisione tedesca: nell'annata 2012-13 grazie al quarto posto al termine della regular season e all'uscita alle semifinali dei play-off scudetto, si è qualificato per la prima volta a una competizione europea, ossia la Coppa CEV, qualificazione che si assicurato anche per l'edizione successiva.

## Rosa 2019-2020
| N° | Nome             | Ruolo | Data di nascita   | Nazionalità sportiva |
| -- | ---------------- | ----- | ----------------- | -------------------- |
| 1  | Alpár Szabó      | C     | 26 luglio 1990    | Ungheria             |
| 2  | Tim Stöhr        | L     | 3 agosto 1996     | Germania             |
| 3  | Stefan Thiel     | P     | 15 ottobre 1997   | Germania             |
| 4  | Yannick Goralik  | C     | 23 ottobre 1997   | Germania             |
| 6  | Lukas Demar      | S     | 23 settembre 1996 | Francia              |
| 7  | Edvinas Vaškelis | O     | 20 giugno 1996    | Lituania             |
| 9  | Gregory Petty    | S     | 5 giugno 1993     | Stati Uniti          |
| 11 | Sebastian Roatta | C     | 1º marzo 1996     | Francia              |
| 12 | Felix Orthmann   | S     | 1º giugno 1996    | Germania             |
| 13 | Mario Schmidgall | P     | 2 maggio 1998     | Germania             |
| 14 | Anton Qafarena   | O     | 11 giugno 1997    | Albania              |
| 17 | Corbin Balster   | S     | 3 marzo 1997      | Germania             |